# Silvington
Silvington – wieś w Anglii, w hrabstwie Shropshire. Leży 36 km na południe od miasta Shrewsbury i 195 km na północny zachód od Londynu.